# Proposición de matrimonio

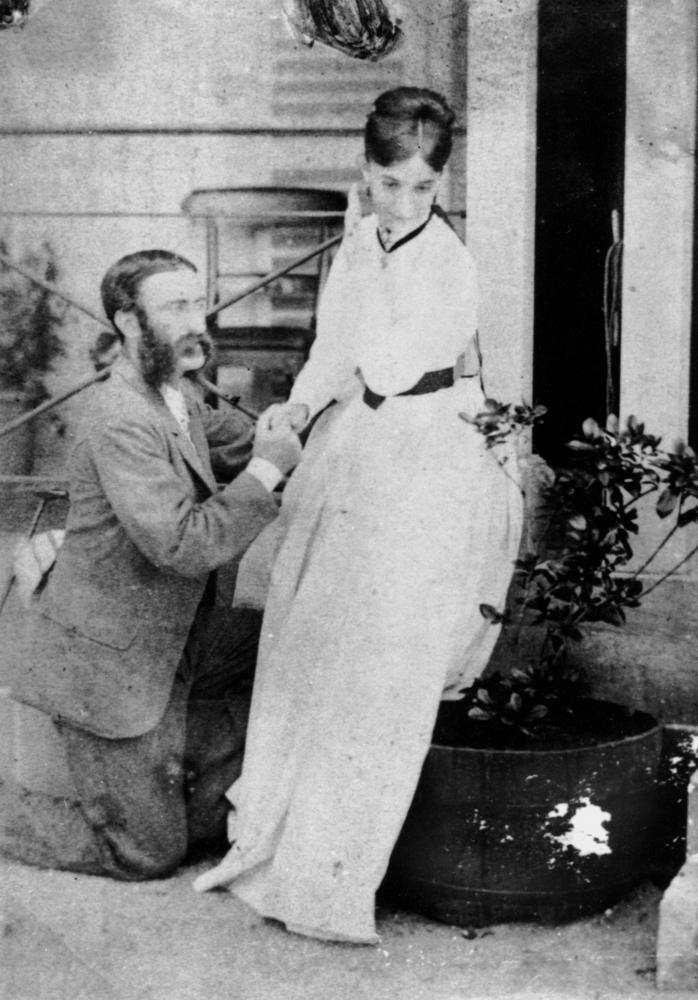
Proposición de matrimonio del capitán Walter a la señorita Creagh. Fotografía australiana de 1868.

Petición de mano o pedida de mano es la proposición de matrimonio que realiza convencionalmente el novio a la novia o a la familia de la novia; o tras haber obtenido el permiso previo o "bendición" del padre de la novia. En ocasiones consiste en una ceremonia formal que incluye los esponsales, una promesa con valor jurídico, aunque puede romperse antes del casamiento efectivo, que tiene lugar más tarde. A partir de la aceptación, los novios se consideran "prometidos", iniciándose su compromiso, que incluye entre otros supuestos, guardarse fidelidad.
Suele rodearse de un ritual que incluye el ofrecimiento por el novio y la aceptación por la novia de un anillo de compromiso, al tiempo que el novio hinca la rodilla y pronuncia una petición en forma de pregunta "¿Quieres casarte conmigo?".
El tiempo que transcurre entre el inicio de las relaciones de noviazgo y el momento de la petición de mano es muy variable en distintas épocas, lugares, culturas y parejas concretas; teniendo o no que ver con la duración del cortejo.
En algunas culturas podía ser la novia la que propusiera matrimonio al novio, pero no en la cultura occidental. Como excepciones, en Escocia e Irlanda, se decía que el 29 de febrero es el único día en que puede una novia proponer matrimonio a su novio, es decir, sólo una vez cada cuatro años, en año bisiesto. La misma tradición existe en Finlandia, con el añadido de que, si el novio rechaza la oferta, debe comprarle en compensación a su pretendiente tela suficiente como para hacerse una pollera. En su condición de monarca, la reina Victoria tuvo que proponer matrimonio a su futuro marido, el príncipe Alberto. Con la equiparación social de hombres y mujeres ha pasado a ser aceptable socialmente, aunque no sea mayoritario, que sea la novia la que propone matrimonio; incluso comercialmente hay joyerías que ofrecen anillos para hombre con este motivo.
En cuanto al anillo, en algunas culturas son planos, similares a bandas llevadas por ambos novios, que se intercambian en los esponsales.